# Mark Strong
Pour les articles homonymes, voir Strong.
Mark Strong (/mɑːk stɹɒŋ/) est un acteur britannique, né le 5 août 1963 à Londres (Angleterre).

## Biographie
Marco Giuseppe Salussolia est né le 5 août 1963 à Londres, de père italien et de mère autrichienne. Sa mère a décidé de changer son nom (Salussolia en Strong) alors qu'il était petit. Il parle couramment allemand.
Souhaitant d'abord devenir avocat, après une année d'étude à l'université de Munich, il a préféré retourner à Londres, où il a commencé à étudier le théâtre. Il a commencé sa carrière sur les planches et a reçu une récompense (Laurence Olivier Theatre Award) en 2003 pour sa performance dans Twelfth Night.
Il a ensuite obtenu des petits rôles à la télévision britannique pour évoluer vers le cinéma, en général dans des rôles secondaires : dans Sunshine, It's All About Love, Syriana,  Stardust, le mystère de l'étoile, Mensonges d'État, etc.
Il a collaboré à trois reprises avec Guy Ritchie & Matthew Vaughn et deux fois avec Ridley Scott. 
On lui confie souvent des rôles de méchants et d'antagonistes : Pinbacker dans Sunshine (2007), Lord Blackwood dans Sherlock Holmes (2009), Godefroy dans Robin des Bois (2010), Frank D'Amico dans Kick-Ass (2010) et Clive Cornell dans L'Irlandais (2011) et récemment dans le rôle de Dr Thaddeus dans Shazam! (2019).
En 2011, il tient le rôle de Sinestro dans l'adaptation cinématographique de Green Lantern sous la direction de Martin Campbell.
La même année, il prête sa voix au Capitaine Demetrian Titus, protagoniste du jeu vidéo Warhammer 40,000: Space Marine. Clive Standen lui succède dans la suite sortie en 2024.

## Filmographie

### Cinéma
- 1993 : Century de Stephen Poliakoff : Policier
- 1994 : Captives (en) d'Angela Pope : Kenny
- 1997 : Carton jaune (Fever Pitch) de David Evans : Steve
- 1998 : If Only... (The Man with Rain in His Shoes) de María Ripoll : Dave Summers
- 1999 : Elephant Juice de Sam Miller : Frank
- 1999 : Sunshine de István Szabó : Istvan Sors
- 2001 : Chungkai, le camp des survivants (To End All Wars) de David L. Cunningham : Dusty Miller
- 2001 : Hotel de Mike Figgis : Ferdinand
- 2001 : The Martins de Tony Grounds : Doug
- 2001 : Superstition de Kenneth Hope : Antonio Gabrieli
- 2002 : Heartlands de Damien O'Donnell : Ian
- 2003 : It's All About Love de Thomas Vinterberg : Arthur
- 2003 : Some Place Safe de Ross Clarke : Papa
- 2005 : Oliver Twist de Roman Polanski : Toby Crackit
- 2005 : Revolver de Guy Ritchie : Sorter
- 2005 : Syriana de Stephen Gaghan : Mussawi
- 2006 : Tristan et Yseult (Tristan + Isolde) de Kevin Reynolds : Wictred
- 2006 : Amour et Conséquences (Scenes of a Sexual Nature) d'Ed Blum : Louis
- 2007 : Stardust, le mystère de l'étoile de Matthew Vaughn : Septimus
- 2007 : Sunshine de Danny Boyle : Pinbacker
- 2008 : Miss Pettigrew (Miss Pettigrew Lives for a Day) de Bharat Nalluri : Nick
- 2008 : Flashbacks of a Fool de Baillie Walsh : Manny Miesel
- 2008 : Babylon A.D. de Mathieu Kassovitz : Finn
- 2008 : RocknRolla de Guy Ritchie : Archie
- 2008 : Par delà le bien et le mal (Good) de Vincente Amorin : Bouhler
- 2008 : Mensonges d'État (Body of Lies) de Ridley Scott : Hani Salaam
- 2009 : Endgame de Pete Travis : Dr Niel Barnard
- 2009 : Victoria : Les Jeunes Années d'une reine (The Young Victoria) de Jean-Marc Vallée : Sir John Conroy
- 2009 : Sherlock Holmes de Guy Ritchie : Lord Blackwood
- 2010 : Kick-Ass de Matthew Vaughn : Frank D'Amico
- 2010 : Robin des Bois (Robin Hood) de Ridley Scott : Seigneur Godefroy
- 2010 : Les Chemins de la Liberté (The Way Back) de Peter Weir : Khabarov
- 2011 : L'Aigle de la Neuvième Légion (The Eagle) de Kevin Macdonald : Guern
- 2011 : Green Lantern de Martin Campbell : Sinestro
- 2011 : La Taupe (Tinker, Tailor, Soldier, Spy) de Tomas Alfredson : Jim Prideaux
- 2011 : Or noir de Jean-Jacques Annaud : Sultan Amar
- 2011 : L'Irlandais (The Guard) de John Michael McDonagh : Clive Cornell
- 2012 : John Carter d'Andrew Stanton : Matai Shang
- 2012 : Zero Dark Thirty de Kathryn Bigelow : George
- 2013 : Welcome to the Punch d'Eran Creevy : Jacob Sternwood
- 2013 : Mindscape de Jorge Dorado : John
- 2013 : Justin et la Légende des Chevaliers de Manuel Sicilia : Heraclio
- 2013 : Closer to the Moon de Nae Caranfil : Max Rosenthal
- 2014 : Imitation Game de Morten Tyldum : Stewart Menzies
- 2014 : Avant d'aller dormir (Before I Go to Sleep) de Rowan Joffé : Dr. Nash
- 2015 : Kingsman : Services secrets (Kingsman: The Secret Service) de Matthew Vaughn : Merlin
- 2016 : Approaching the Unknown de Mark Elijah Rosenberg : Capitaine William D. Stanaforth
- 2016 : Miss Sloane de John Madden : Rodolfo Schmidt
- 2016 : Jadotville (The Siege of Jadotville) de Richie Smyth : Conor Cruise O'Brien
- 2016 : Grimsby : Agent trop spécial (Grimsby) de Louis Leterrier : Sebastian Graves
- 2017 : Kingsman : Le Cercle d'or (Kingsman: The Golden Circle) de Matthew Vaughn : Merlin
- 2017 : 6 Days de Toa Fraser : Max Vernon
- 2018 : The Catcher Was a Spy de Ben Lewin : Werner Heisenberg
- 2018 : Stockholm de Robert Budreau (en) : Gunnar Sorensson
- 2019 : Shazam! de David F. Sandberg : Dr Thaddeus Bodog Sivana
- 2019 : 1917 de Sam Mendes : Capitaine Smith
- 2021 : Cruella de Craig Gillespie : John
- 2022 : Tár de Todd Field : Eliot Kaplan
- 2022 : The Nocebo Effect (Nocebo) de Lorcan Finnegan : Felix
- 2023 : Murder Mystery 2 de Jeremy Garelick : Miller
- 2023 : Dead Shot de Thomas et Charles Guard : Holland
- 2023 : The Critic d'Anand Tucker : David Brooke
- 2023 : The End We Start From de Mahalia Belo : N
- 2024 : Atlas de Brad Peyton : Général Jake Boothe
- 2024 : The Silent Hour de Brad Anderson : Doug Slater
- 2025 : Shadow Force de Joe Carnahan : Jack Cinder

### Télévision

#### Séries télévisées
- 1989 : After Henry : Roger
- 1990 : The Bill : P.C. Gibb
- 1990 : Inspector Morse : PC Mike Butterworth
- 1993 : The Buddha of Suburbia : Le deuxième producteur de télévision
- 1993 : Suspect numéro 1 (Prime Suspect 3) : Inspecteur Larry Hall
- 1994 : Between the Lines : David Lacey
- 1995 : Kavanagh (Kavanagh Q.C.) : Randall
- 1996 : Our Friends in the North : Tosker Cox
- 1997 : Band of Gold : Mr. Smithson (3 épisodes)
- 2000 : Anna Karenine : Oblonsky
- 2002 : The Jury : Len Davies
- 2003 : Suspect numéro 1 (Prime Suspect 6: The Last Witness) : Inspecteur chef Larry Hall
- 2006 : Low Winter Sun : DS Frank Agnew
- 2013 : Low Winter Sun : Frank Agnew
- 2014 : Playhouse Presents : Nosferatu
- 2018 : Deep State : Max Easton
- 2019 : Temple : Daniel Milton
- 2024 : The Penguin : Carmine Falcone
- 2024 : Dune: Prophecy : Empereur Javicco Corrino

#### Téléfilms
- 1991 : One Against the Wind : Soldat allemand
- 1996 : Sharpe's Mission : Brand
- 1996 : Emma : Mr Knightley
- 1998 : Spoonface Steinberg : Le père
- 1999 : Trust : Michael Mitcham
- 1999 : Births, Marriages and Deaths : Terry
- 1999 : In the Name of Love : Chris Monroe
- 2000 : Bomber : Colonel Chris Forsyth
- 2002 : Fields of Gold : Dr Tolkin
- 2002 : Falling Apart : Pete
- 2003 : Henry VIII : Duc de Norfolk
- 2004 : The Long Firm : Harry Starks
- 2005 : Chantage d'amour (Walk Away and I Stumble) : Andy Spader

### Jeux vidéo
- 2011 : Warhammer 40,000: Space Marine : Capitaine Titus (voix)
- 2013 : Total War: Rome II : Silanus (voix)
- 2023 : Resident Evil 4 Remake : Osmund Saddler
- 2026 : Squadron 42 : Capitaine Thomas Wade (voix et capture de mouvement)

## Distinctions

### Récompenses
- Broadcasting Press Guild Award 2005 : Meilleur acteur pour The Long Firm
- Central Ohio Film Critics Association Awards 2012 : Meilleure distribution pour La Taupe
- Laurence Olivier Awards 2015 : Meilleur acteur pour Vu du pont

### Nominations
- 2005 : British Academy Television Award du meilleur acteur pour The Long Firm
- 2009 : London Critics Circle Film Award de l'acteur de l'année dans un rôle secondaire pour Mensonges d'état
- 2010 : MTV Movie Award du meilleur combat pour Sherlock Holmes (avec Robert Downey Jr.)
- 2011 : MTV Movie Award du meilleur combat pour Kick-Ass (avec Chloë Moretz)

## Voix francophones
En France, Éric Herson-Macarel est la voix régulière de Mark Strong. D'autres comédiens tels que Constantin Pappas, Julien Kramer ou encore Serge Biavan ont doublé Strong de manière occasionnelle.
Au Québec, il est régulièrement doublé par Marc-André Bélanger.